# アル・ホウズ州
アル・ホウズ州 (英語: Al Haouz, アラビア語: إقليم الحوز) は、モロッコのマラケシュ＝サフィ地方にある州である。2004年時点の人口は484,312人。

## 主なコミューン

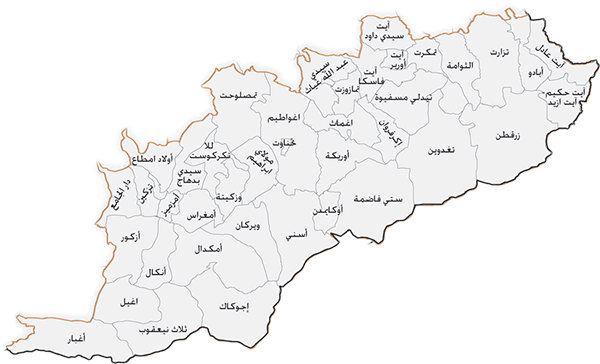
アル・ホウズ州の自治体

- タハナウト（フランス語版）
- ウリッカ（フランス語版）
- アミズミズ（フランス語版）
- ティゲドゥワンヌ（フランス語版）
- タメロット（フランス語版）
- シディ・アブデラ・ギア（フランス語版）

## 人口
| 年   | 人口    | 都市人口 | 農村人口 |
| ---- | ------- | -------- | -------- |
| 1994 | 435,090 | 401,606  | 33,484   |
| 2004 | 484,312 | 432,119  | 52,193   |
| 出典 |         |          |          |